# Mahalalel
Mahalalel (hebräisch מַהֲלַלְאֵל Mahǎlal’el) ist ein Personenname im Buch Genesis der Hebräischen Bibel. Während der Masoretische Text ihn als Mahǎlal’el vokalisiert, lautet er im Samaritanischen Pentateuch Māllēləl. Die Septuaginta transkribiert ihn altgriechisch Μαλελεηλ Maleleēl. Bei Flavius Josephus lautet der Name altgriechisch Μαλαηλος Malaēlos. In der Vulgata gibt es zwei Varianten Malelehel und Malalehel.
Der hebräische Name enthält das theophore Element El. Er bedeutet nach Martin Noth: „Aufleuchtend ist Gott“, nach Ludwig Köhler: „Anerkennung durch Gott“.
Mahalalel ist der älteste Sohn des Kenan und ein Nachkomme des Set. Laut Gen 5,12-17  war sein Vater 70 Jahre alt, als er ihn zeugte. Er selbst wurde hingegen im Alter von 65 Jahren zum ersten Mal Vater. Er nannte seinen ältesten Sohn Jered. Anschließend soll er noch 830 Jahre gelebt haben und viele weitere Söhne und Töchter gehabt haben. Mahalalel starb somit im Alter von 895 Jahren.
Als Großvater Henochs wird Mahalalel auch in der antiken Henoch-Literatur erwähnt. Dem Buch der Jubiläen zufolge hieß seine Mutter Mualelet und seine Ehefrau Dina.
Wie alle Patriarchen von Adam bis Noach findet Mahalalel (altgriechisch Μαλελεηλ Maleleēl) Erwähnung im Stammbaum Jesu in Lk 3,37 . 
Mahalalel ist nicht zu verwechseln mit dem in Gen 4,18  erwähnten Mehujael, einem Nachkommen Kains.